# Bryophilopsis xephiris
Bryophilopsis xephiris är en fjärilsart som beskrevs av Pierre E.L. Viette 1976. Bryophilopsis xephiris ingår i släktet Bryophilopsis och familjen trågspinnare. Inga underarter finns listade i Catalogue of Life.